# Smrtnost
Smrtnost neboli letalita je demografický ukazatel udávající podíl zemřelých ze skupiny zasažené určitým jevem, například chorobou nebo dopravní nehodou.
Smrtnost je vedle úmrtnosti (mortalita) druhým statistickým údajem popisujícím pravděpodobnost úmrtí. Zatímco úmrtnost je ale vztažena k celkové populaci, smrtnost pouze k vybrané podmnožině. Např. úmrtnost při srážce chodce s rychlovlakem je velmi nízká, neboť k ní dochází velmi zřídka, ale smrtnost se blíží 100 %, neboť tuto srážku téměř žádný chodec nepřežije.

## Výpočet
Příklad výpočtu smrtnosti (podílu počtu zemřelých na určitou nemoc z celkového počtu těch, kdo onemocněli): celosvětově se ví o asi o 125 000 případech onemocnění, zemřelo zhruba 4 600 lidí, smrtnost tedy vychází na 4600 / 125000 = 0,0368 = 36,8 ‰ = 3,68 %.

## Příklad – smrtnost nemoci covid-19
K počátku září 2020 se celosvětová smrtnost nemoci covid-19 uváděla 3,3 %. Smrtnost v České republice byla hluboko pod touto hodnotou (1,7 %), hodnoty nad 10 % udávala Itálie (13,1 %), Spojené království (12,3 %), Belgie (11,6 %) a Mexiko (10,8 %).